# Cydrela stigmatica
Cydrela stigmatica là một loài nhện trong họ Zodariidae.
Loài này thuộc chi Cydrela. Cydrela stigmatica được Eugène Simon miêu tả năm 1876.